# Копие (Древна Гърция)
Копието в Древна Елада и Елинистическия свят се нарича дору (гръцки: δόρυ) или аконтион (гръцки: ακόντιον). То е както дефанзивно (отбранително), така и нападателно оръжие, представляващо дълъг дървен или метален прът със заострени краища в специфични форми. Въпреки че няма абсолютно точни сведения за дължината на оръжието, днес се смята, че то е било между 2,1 m и 2,8 m дълго, в зависимост от историческия период и приложението му на бойното поле. Дългите копия обикновено се ползват от хоплити (тежковъоръжена и бронирана пехота), докато по-късите се ползват освен за близък бой и за мятане от по-леките и маневрени войски и от кавалерията. Копието се използва с една ръка, а с другата се е държи щитът на хоплитите – аспис или също „хоплон“. Острието на копието при елините обикновено има формата на листо, докато долна част на оръжието е във формата на тесен шип, (на гръцки σαυρωτήρ: гущерски) и се използва за забиване на копието в земята за допълнителна опора при защита, но също и като допълнително средство за пробождане на паднал противник. Освен това шипът може да служи и за резервно острие в случай че основното се счупи.
Не е съвсем ясно как точно хоплитите са използвали копието, но от множество изображения и описания (например на Тукидид за Пелопонеската война) се разбира, че войниците направляват копието или над своето рамо, или отдолу, откъм хълбока. Оръжието и в двата случая се държи по-близо до долния му край – този с шипа. Спорно е кой захват хоплитите са ползвали повече. Захватът „отдолу“ позволява на войника, докато се защитава с асписа, да изненадва с ниски удари противника, като цяло да използва по-добре силата си, също така да парира по-лесно вражеските удари. Освен това захватът от хълбока позволява на войника по-добър контрол над оръжието и го уморява по-бавно (тъй като иначе трябва да държи копието над рамото и главата си).
Захватът отгоре позволява по-лесни и бързи удари над противниковия щит и съответно по главата или раменете му. Една от теориите е, че хоплитите са ползвали и двата захвата, като първите 2 редици са ползвали захват от хълбока, а третата е удряла по противника от горе надолу със захват от рамото. Така врагът е трябвало да се защитава или отдолу или отгоре и по-леко въоръжени и защитени противници са падали бързо под добре координираните атаки на хоплитската фаланга.